# Port Isabel
Port Isabel é uma cidade localizada no estado norte-americano de Texas, no Condado de Cameron.

## Demografia
Segundo o censo norte-americano de 2000, a sua população era de 4865 habitantes.
Em 2006, foi estimada uma população de 5379, um aumento de 514 (10.6%).

## Geografia
De acordo com o United States Census Bureau tem uma área de
7,5 km², dos quais 5,7 km² cobertos por terra e 1,8 km² cobertos por água. Port Isabel localiza-se a aproximadamente 2 m acima do nível do mar.

## Localidades na vizinhança
O diagrama seguinte representa as localidades num raio de 24 km ao redor de Port Isabel.